# Koga (Familienname)
Koga (japanisch 古賀) ist ein japanischer Familienname. Weniger verbreitete Varianten sind unter anderem 古閑 und 甲賀. Insgesamt sind 14 verschiedene Varianten bekannt.

## Herkunft und Bedeutung
Koga geht in der häufigsten Schreibweise auf die Bedeutung der Kanji 古 (dt. alt) und 賀 (dt. Glückwünsche oder Freude) zurück.

## Namensträger
- Akira Koga (* 1994), japanischer Badmintonspieler
- Koga Harue (1895–1933), japanischer Maler im Yōga-Stil
- Koga Issaku (1899–1982), japanischer Elektroingenieur
- Issei Koga (* 1947), japanischer Politiker
- Jun’ya Koga (* 1987), japanischer Schwimmer
- Katsushi Koga (* um 1970), japanischer Badmintonspieler
- Kazunari Koga (* 1972), japanischer Fußballspieler
- Keitarō Koga (* 1991), japanischer Fußballspieler
- Makoto Koga (* 1940), japanischer Politiker
- Masahiro Koga (* 1978), japanischer Fußballspieler
- Koga Masao (1904–1978), japanischer Liederkomponist
- Masato Koga (* 1970), japanischer Fußballspieler
- Koga Mineichi (1885–1944), japanischer Admiral des Zweiten Weltkriegs
- Mitsuki Koga (* 1975), japanischer Schauspieler
- Nobuaki Koga (* 1952), japanischer Gewerkschafter
- Satoshi Koga (* 1970), japanischer Fußballspieler
- Seiji Koga (* 1979), japanischer Fußballspieler
- Koga Seiri (1750–1817), japanischer Konfuzianist
- Shuntarō Koga (* 1998), japanischer Fußballspieler
- Koga Tadao (1903–1979), japanischer Bildhauer
- Taiyō Koga (* 1998), japanischer Fußballspieler
- Takahiro Koga (* 1999), japanischer Fußballspieler
- Takuma Koga (* 1969), japanischer Fußballspieler
- Koga Tatsushirō (1856–1918), japanischer Unternehmer
- Tōko Koga (* 2006), japanische Fußballspielerin
- Toshihiko Koga (1967–2021), japanischer Jūdōka
- Wakana Koga (* 2001), japanische Judoka
- Yun Kōga (* 1965), japanische Mangaka, siehe Yun Kouga
- Yūta Koga (* 1999), japanischer Leichtathlet